# エドワード・アーヴィング

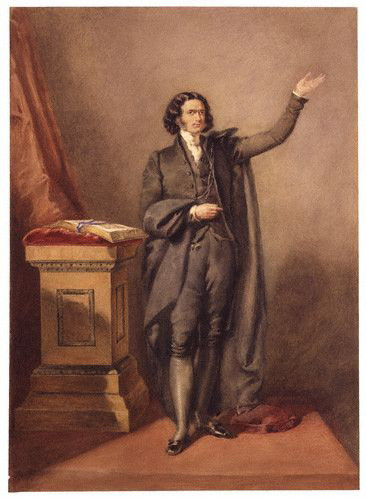
エドワード・アーヴィング

エドワード・アーヴィング（Edward Irving、1792年8月4日 - 1834年12月7日）は、スコットランドの教役者。カトリック使徒教会の形成に重要な役割を果たした。これはアーヴィング主義とも呼ばれる。代々スコットランド教会の家系であった。説教者として高名。
13歳でエディンバラ大学に入学し1809年にマスターを得る。使徒、預言者、伝道者（福音宣教者）、牧師、教師からなる5教役者の復活を主張した。

## 著書
- For the Oracles of God, Four Orations (1823)
- For Judgment to come (1823)
- Babylon and Infidelity foredoomed (1826)
- Sermons, etc. (3 vols, 1828)
- Exposition of the Book of Revelation (1831)
- an introduction to The Coming of the Messiah, a translation of Ben-Ezra
- an introduction to Horne's Commentary on the Psalms.